# Tóth László (gépészmérnök, 1876–1956)
Törei Tóth László Béla (Budapest, 1876. január 12. – Budapest, 1956. december 28.) magyar gépészmérnök, a műszaki tudományok doktora (1955).

## Életpályája
Szülei Tóth Zoltán és Veres Erzsébet voltak. 1898-ban diplomázott a budapesti Műegyetemen. 1899-ben a Ganz és Társa Villamossági Gyár szerkesztési osztályán kezdte pályáját. 1900-ban szabadalmaztatta csuklós egyeshajtású hajtóművét, mely először a Valtellina-vasút mozdonyain működött. 1904-től a Városi Villamos Vasút főműhelyének vezetője volt. 1906-tól a Ganz Villamossági Gyár műhelyfőnöke volt. 1909-ben az USA-t megelőzve a villamosmotorgyártásban bevezette a szalagrendszerű gyártási módszert. 1911-ben a Ganz és Társa Danubius gép-, vagon- és hajógyár Kőbányai úti gyárának műhelyfőnök-igazgatója volt. 1917-től a hadügyi kormányzat rendeletére a bécsi Allgemeine Elektrizitäts Gesellschaft (AEG) gyár újjászervezését végezte. 1918-tól a Warchalowsky és Társa osztrák gépgyárban dolgozott. 1927-ben a MÁVAG, majd 1929-ben a MÁV szolgálatába lépett. 1953-ban nyugdíjba vonult.
A Valtellina-vasút számára dolgozta ki új, üzembiztos munkavezeték-felfüggesztési rendszerét. Városi Villamos Vasútnál való munkájának egyik eredménye a motoros kocsik új rendszerű, kis súlyú légsűrítője. A haditengerészet számára készülő gőzturbinák és egyéb gépi berendezések építésének irányítója is volt. A benzin-villamos motoros személykocsik kialakításában is jelentős szerepe volt. Kandó Kálmán munkatársaként részt vett a fázisváltós mozdonyok szerkesztésében, gyártási problémáinak megoldásában és műszaki ellenőrzésében.